# Сјемомисл
Сјемомисл или Земомисл (пољ. Siemomysł) је био легендарни кнез Западних Пољана из династије Пјаста. Сјемомисл је познат само из хронике Гала Анонимуса, према којој је наследио престо после смрти свог оца Лешека, и био отац првог историјски потврђеног кнеза Мешка I .
Упитна је историчност Сјемомисла, као и других Пјаста пре Мјешка I. Донедавно, у пољској историографији, кнез се помињао само као „Зиемомисл“, али недавно, у светлу најновијих истраживања у области пољске ономастике, његово име се преноси као „Сиемомисл“ Ово неслагање је због чињенице да је раније етимологија имена кнеза дата у значењу „размишљање о земљи“, док је вероватније порекло имена од словенске речи „семе“ у значењу породица, род.
Године Сјемомисловог живота и владавине су непознате. Хипотетички, требало је да се роди око 930. године. Помиње се обично по заслузи за политичко уједињење земаља Пољана, Гопљана и Мазовшана, мада није искључено да је до уједињења могло доћи за време владавине његовог оца. Према хипотези Хајнриха Ловмјанског, Сјемомисл је 954. године подржао устанак племена Укран против власти Германа .
Непознато је и име жене (или жена) кнеза. Позната су три Сјемомислова сина. Мјешко, који је постао принц након смрти свог оца, вероватно је био најстарији, иако би најстарији могао бити и син који је умро 964. или 965. (према Балцеру, 963.), непознати син. Млађи син био је Хтибор.
Сасвим је могуће да је Сјемомислова ћерка била супруга непознатог померанског принца. Ова верзија се заснива, између осталог, на чињеници да је померански кнез, који се у изворима помиње под 1046. годином, носио име Сјемомисл. У међувремену, неки истраживачи верују да је она била ћерка Мјешка.
Према писању пољских историчара 16.-17. века, чију поузданост савремени историчари озбиљно доводе у питање, Земомисл је помагао Олегу Моравском, наводно блиском рођаку руских принчева из Династије Рјурикович.